# Jogos do BRICS
Jogos do BRICS é um evento multiesportivo anual organizado pelos países do BRICS. O evento é geralmente organizado pelo país que detém a presidência do grupo no ano.

## Eventos
Depois que um torneio preliminar do BRICS de futebol sub-17 foi realizado em Goa em 2016, o primeiro torneio multiesportivo do BRICS foi realizado em Guangzhou, China, em 2017. Os primeiros Jogos consistiram em esportes de vôlei, wushu e taolu. Os jogos subsequentes foram realizados em 2018, em Joanesburgo, incluindo vôlei masculino e feminino e futebol feminino. Os jogos não foram realizados novamente até 2022 (oficialmente chamados de Jogos do BRICS de 2021) devido à pandemia de COVID-19.
Os Jogos do BRICS 2021 foram organizados pela Índia, alinhados com o Khelo India Games programado para o mesmo ano. O anúncio foi feito pelo Ministro Indiano dos Esportes e Assuntos da Juventude, Kiren Rijiju, na reunião dos Ministros do Esporte dos países do BRICS. A Índia ocupou a presidência do grupo internacional independente de cinco nações em 2021. Os jogos foram realizados no mesmo horário e nos mesmos locais do Khelo India Games 2021, tendo o benefício de testemunhar os Jogos do BRICS de perto.
O evento de 2022 foi organizado pela China, mas não pôde ser realizado pessoalmente devido às políticas do condado relacionadas ao coronavírus.
O evento de 2023 foi organizado pela África do Sul em Outubro e realizado em Durban.
Em 2024, a Rússia realizou o evento em Kazan, de 11 a 24 de junho.
Em mesmo ano 2024, o Brasil foi confirmado como o país organizador da edição dos Jogos de 2025.

## Edições
| Ed.              | Date                       | Location                   | Sports                                                      | Ref.          |
| ---------------- | -------------------------- | -------------------------- | ----------------------------------------------------------- | ------------- |
| 0                | 5 a 15 de outubro de 2016  | Goa, Índia                 | Futebol sub-17                                              | [ 2 ]         |
| I                | 17 a 21 de junho de 2017   | Guangzhou, China           | Voleibol, wushu, taolu                                      | [ 2 ]         |
| II               | 17 a 22 de julho de 2018   | Joanesburgo, África do Sul | Voleibol (masculino / feminino), futebol (feminino)         | [ 2 ]         |
| III              | 1 a 30 de setembro de 2022 | Online                     | Breakdance, xadrez, wushu                                   | [ 11 ] [ 12 ] |
| IV               | 18 a 21 de outubro de 2023 | Durban, África do Sul      | Natação, badminton, tênis de mesa, tênis, voleibol de praia | [ 13 ] [ 14 ] |
| V (detalhe [ru]) | 11 a 24 de junho de 2024   | Kazan, Rússia              | 29 esportes                                                 | [ 9 ] [ 15 ]  |